# 暗消藤
暗消藤（学名：Streptocaulon juventas）为萝藦科马莲鞍属下的一个种。